# Shin Sung-rok
Shin Sung-rok (hangul: 신성록; rr: Sin Seong-rok; nascido em 23 de novembro de 1982) é um ator sul-coreano. Ele iniciou sua carreira na atuação em 2003, e desde então, atua na televisão e no cinema, além de destacar-se no teatro musical.

## Carreira
Shin Sung-rok aspirava se tornar ator desde quando cursava o ensino médio, foi então que uma lesão interrompeu sua carreira de jogador de basquete amador (seu irmão Shin Je-rok, é ex-atleta do time profissional Anyang KT&G Kites) e ele decidiu se formar em Teatro e Cinema pela Universidade Suwon, embora mais tarde tenha desistido. Shin fez sua estreia como ator em 2003, mas achou difícil conseguir papéis, já que os diretores relutavam em escalar um aspirante a ator de 189 centímetros de altura, para interpretar papéis secundários ou menores. Pensando que teria uma chance melhor se ganhasse mais experiência como ator e aprimorasse sua arte no palco, ele mudou de direção e se juntou à companhia de teatro Hakchon.
Shin estreou em musicais através de Moskito de 2004, apesar da produção ter adquirido poucos espectadores, ele considerou que a experiência o tornou mais forte. Enquanto atuava no musical Dracula, ele foi escalado para seu primeiro papel substancial na televisão, com Hyena (2006) da tvN. A seguir, seguiram-se papéis coadjuvantes em dramas e filmes, incluindo em Thank You (2007) e My Life's Golden Years (também conhecido como All About My Family, 2008). Shin também apareceu na 1ª temporada do reality show We Got Married da MBC, juntamente com a comediante Kim Shin-young.
No ano seguinte, Shin foi o escolhido entre 400 concorrentes, para interpretar o papel principal no musical Dacing Shadows, uma adaptação musical da peça realista Forest Fire, do famoso dramaturgo coreano Cha Beom-seok. Mais tarde, por sua atuação, recebeu uma indicação de Melhor Ator Revelação do Korea Musical Awards. Nos anos seguintes, ele estrelou diversos musicais de sucesso, sendo elogiado pela crítica por sua atuação, poderosos vocais de barítono e delicadas e limpas notas altas. Sua popularidade no teatro, passou a atrair fãs de fora da Coreia do Sul.
Em 2010, Shin integrou o elenco de Definitely Neighbors da SBS, impulsionando ainda mais sua popularidade na televisão, por seu papel de um chef que se apaixona por uma mulher divorciada, ele ganhou o prêmio de Melhor Ator Coadjuvante em Drama de Fim de semana/Diário do SBS Drama Awards do mesmo ano. Em 2013, Shin retorna a televisão interpretando um empresário vilão na comédia romântica My Love from the Star da SBS. Este papel foi seguido por papéis coadjuvantes no ano de 2014, como em Trot Lovers da KBS2, onde interpretou um CEO de uma agência de talentos, Liar Game da tvN, onte interpretou um apresentador de reality show e The King's Face, também da KBS2, como um leitor de face.
Shin continou a realizar papéis no teatro e a paralelamente atuar no cinema e na televisão. 

## Vida pessoal
Shin possui um irmão mais novo; Shin Jae-rok, que possui a profissão de chef. Ambos apareceram no talk show Happy Together da KBS, em episódio exibido em 30 de julho de 2015. 
Em junho de 2016, Shin se casou com uma não celebridade no Havaí, Estados Unidos. Em novembro do mesmo ano, nasceu a primeira filha do casal.

## Filmografia

### Cinema
| Ano  | Título               | Papel                        | Ref.   |
| ---- | -------------------- | ---------------------------- | ------ |
| 2005 | All for Love         | Jogador de basquete          |        |
| 2007 | The Worst Guy Ever   | Kwon Jae-hoon                |        |
| 2008 | Lovers of Six Years  | Lee Jin-sung                 |        |
| 2010 | Bloody Innocent      | Dong-shik                    |        |
| 2010 | Finding Mr. Destiny  | Capitão Choi (participação)  |        |
| 2011 | The Story of My Life | Sung-rok                     |        |
| 2011 | Pitch High           | Kang Dae-hyun (participação) |        |
| 2016 | The Age of Shadows   | Jo Hwe-ryung                 | [ 19 ] |
| 2017 | The Prison           | Chang-gil                    | [ 20 ] |

### Televisão
| Ano  | Título                                  | Papel                        | Emissora | Ref.   |
| ---- | --------------------------------------- | ---------------------------- | -------- | ------ |
| 2002 | Shoot for the Stars                     |                              | SBS      |        |
| 2003 | A Problem at My Younger Brother's House |                              | SBS      |        |
| 2006 | Hyena                                   | Lee Seok-jin                 | tvN      |        |
| 2007 | Thank You                               | Choi Seok-hyun               | MBC      |        |
| 2007 | Drama City "I'm a Very Special Lover"   | Lee Jin-ho                   | KBS2     |        |
| 2008 | The Art of Seduction                    | Hyun-soo                     | OCN      |        |
| 2008 | One Mom and Three Dads                  | Na Hwang Kyung-tae           | KBS2     | [ 21 ] |
| 2008 | My Life's Golden Age                    | Go Kyung-woo                 | MBC      |        |
| 2009 | We Got Married (1° temporada)           | Ele mesmo com Kim Shin-young | MBC      |        |
| 2010 | Definitely Neighbors                    | Jang Gun-hee                 | SBS      |        |
| 2013 | My Love from the Star                   | Lee Jae-kyung                | SBS      |        |
| 2014 | Trot Lovers                             | Jo Geun-woo                  | KBS2     |        |
| 2014 | Liar Game                               | Kang Do-young                | tvN      |        |
| 2014 | The King's Face                         | Kim Do-chi                   | KBS2     |        |
| 2016 | On the Way to the Airport               | Park Jin-suk                 | KBS2     | [ 22 ] |
| 2017 | Man Who Dies to Live                    | Kang Ho-rim                  | MBC      | [ 23 ] |
| 2018 | Return                                  | Oh Tae-seok                  | SBS      | [ 24 ] |
| 2018 | The Last Empress                        | Lee Hyuk                     | SBS      | [ 25 ] |
| 2019 | Vagabond                                | Gi Tae-woong                 | SBS      | [ 26 ] |
| 2019 | Perfume                                 | Seo Yi-do                    | KBS2     | [ 27 ] |
| 2020 | Kairos                                  | Kim Seo-jin                  | MBC      | [ 28 ] |

### Programas de variedades
| Ano           | Título              | Papel            | Ref.   |
| ------------- | ------------------- | ---------------- | ------ |
| 2020          | Double Casting      | Apresentador     | [ 29 ] |
| 2020–presente | Master in the House | Membro do elenco | [ 30 ] |

## Teatro
| Ano       | Título                  | Papel                       | Ref                  |
| --------- | ----------------------- | --------------------------- | -------------------- |
| 2004      | Moskito                 |                             | [ 31 ] [ 32 ]        |
| 2004      | Singin' in the Rain     | Dong-hyun                   |                      |
| 2006      | Dracula                 | Dracula                     |                      |
| 2006      | Finding Kim Jong-wook   | Kim Jong-wook               | [ 33 ]               |
| 2006      | Passion of the Rain     |                             |                      |
| 2007      | Dancing Shadows         | Solomon                     | [ 2 ]                |
| 2007      | Hamlet                  | Príncipe Hamlet             | [ 34 ]               |
| 2007      | Separated Man and Woman | Kang Yeon-oh                |                      |
| 2007      | Finding Kim Jong-wook   | Kim Jong-wook/Primeiro Amor |                      |
| 2008      | Separated Man and Woman | Kang Yeon-oh                |                      |
| 2008      | Fiddler on the Roof     | Perchik                     | [ 35 ] [ 36 ]        |
| 2009      | My Scary Girl           | Hwang Dae-woo               | [ 3 ]                |
| 2009      | Roméo et Juliett        | Romeo                       | [ 7 ]                |
| 2009-2010 | Jack the Ripper         | Daniel                      |                      |
| 2010      | Monte Cristo            | Edmond Dantès               | [ 37 ] [ 38 ]        |
| 2010      | The Story of My Life    | Thomas Weaver               | [ 39 ] [ 40 ]        |
| 2010      | Tick, Tick... Boom!     | Jon                         | [ 41 ]               |
| 2010-2011 | Hero                    | An Jung-geun                | [ 42 ]               |
| 2011      | Monte Cristo            | Edmond Dantès               | [ 43 ]               |
| 2013      | Closer                  | Dan                         |                      |
| 2013      | Carmen                  | Don José                    |                      |
| 2014      | Le Roi Soleil           | Louis XIV                   | [ 44 ]               |
| 2015      | Elisabeth               | Morte                       |                      |
| 2016      | Daddy Long Legs         | Jervis                      | [ 45 ]               |
| 2016      | Mata Hari               | Ladoux                      | [ 46 ] [ 47 ] [ 48 ] |
| 2016      | Monte Cristo            | Edmond Dantès               | [ 49 ] [ 50 ] [ 51 ] |
| 2017      | Daddy Long Legs         | Jervis Pendleton            | [ 52 ]               |
| 2017-2018 | Hourglass               | Park Tae Soo                | [ 53 ] [ 54 ] [ 55 ] |
| 2019      | Daddy Long Legs         | Jervis Pendleton            | [ 56 ]               |
| 2019-2020 | Rebecca                 | Maxim de Winter             | [ 57 ] [ 58 ]        |
| 2020      | Monte Cristo            | Edmond Dantès               | [ 59 ] [ 60 ]        |

## Prêmios e indicações
| Ano  | Prêmio                                 | Categoria                                                           | Trabalho indicado             | Resultado | Ref.   |
| ---- | -------------------------------------- | ------------------------------------------------------------------- | ----------------------------- | --------- | ------ |
| 2007 | Korea Musical Awards                   | Melhor Ator Revelação                                               | Dancing Shadows               | Indicado  | [ 6 ]  |
| 2008 | MBC Drama Awards                       | Melhor Ator Revelação                                               | My Life's Golden Age          | Indicado  |        |
| 2010 | SBS Drama Awards                       | Melhor Ator Coadjuvante em Drama de Fim de Semana/Diário            | Definitely Neighbors          | Venceu    | [ 9 ]  |
| 2014 | Korea Drama Awards                     | Prêmio de Estrela Quente                                            | My Love from the Star         | Venceu    | [ 61 ] |
| 2014 | APAN Star Awards                       | Melhor Ator Coadjuvante                                             | My Love from the Star         | Indicado  |        |
| 2014 | Korea Culture and Entertainment Awards | Prêmio de Excelência, Ator em Drama                                 | My Love from the Star         | Venceu    |        |
| 2014 | SBS Drama Awards                       | Prêmio de Excelência, Ator em Drama Especial                        | My Love from the Star         | Venceu    | [ 62 ] |
| 2014 | KBS Drama Awards                       | Melhor Ator Coadjuvante                                             | Trot Lovers e The King's Face | Venceu    |        |
| 2017 | MBC Drama Awards                       | Prêmio de Excelência, Ator em Minissérie                            | Man Who Dies to Live          | Venceu    |        |
| 2018 | SBS Drama Awards                       | Prêmio de Excelência Superior, Ator em Drama de Quarta-Quinta-feira | The Last Empress              | Venceu    | [ 63 ] |
| 2018 | SBS Drama Awards                       | Melhor Personagem                                                   | Return                        | Venceu    | [ 63 ] |
| 2019 | Korea Drama Awards                     | Prêmio de Excelência, Ator                                          | Perfume                       | Indicado  | [ 64 ] |
| 2019 | KBS Drama Awards                       | Prêmio de Excelência, Ator em Minissérie                            | Perfume                       | Indicado  |        |
| 2019 | KBS Drama Awards                       | Prêmio do Internauta, Ator                                          | Perfume                       | Indicado  |        |
| 2019 | KBS Drama Awards                       | Prêmio de Melhor Casal com Ko Won-hee                               | Perfume                       | Indicado  |        |
| 2019 | SBS Drama Awards                       | Prêmio de Excelência, Ator em Minissérie                            | Vagabond                      | Indicado  |        |